# 육상 동물
육상 동물(陸上動物, 영어: terrestrial animal)이란 육지에서 살아가는 동물을 말하며, 과학자들에 따르면 물에서 살던 동물들이 먹이 경쟁 때문에 수면 밖으로 나온 것이 최초의 육상 동물이라고 한다.

## 분류
육상 동물의 출현은 생명의 역사에서 가장 중요한 사건 중 하나이다. 육상 동물의 혈통은 여러 동물 문에서 진화했으며, 그 중 척추동물, 절지동물, 연체동물은 보다 성공적인 육상 동물 그룹을 대표한다.
육상 동물은 통일된 분기군을 형성하지 않는다. 오히려 그들은 육지에 산다는 사실만 공유한다. 수중 생활에서 육상 생활로의 전환은 다양한 동물 그룹에 의해 독립적이고 성공적으로 여러 번 진화했다. 대부분의 육상 계통은 고생대와 중생대 동안 온난하거나 열대 기후에서 유래한 반면, 신생대 동안 완전한 육상 동물이 된 동물은 거의 없다.
내부 기생충을 제외할 때 육상 환경의 자유 생물 종은 다음 11개의 문으로 표시된다.
- 복모동물은 일시적으로 육상과 물에 살고 건기동안 휴면한다.

- 로티퍼 (Rotifers, 바퀴 동물)는 일시적으로 육상과 물에서 살며, 건기 동안 휴면한다.

- 선충(회충)도 건기 동안 휴면한다.

- 완보동물 (물곰)은 일시적으로 육상과 물에서 살며 건기 동안 휴면한다.

- 편형동물(육상 플라나리아)은 습한 서식지가 필요하고 범위가 제한된다.

- Nemerteans(Monostilifera의 리본 벌레)는 습한 서식지가 필요하고 범위가 제한된다.

- 유조동물(영문: Onychophora, 벨벳 벌레)는 습한 서식지를 필요로 하며 범위가 제한되어 있으며 유일한 육상 동물문이다.

- 환형동물(클리텔레이트)는 습한 서식지를 필요로 하며, 매우 다양하고 해양 동물의 친척집단이다.

- 절지동물(완전한 육상 구성원: 곤충, 거미류, 미리아족류(Myriapods), Woodlice, Sandhoppers 및 육상 게, 반 육상 구성원에는 물벼룩, 요각류 및 종자 새우 포함)

- 연체동물(복족류: 육지 달팽이 및 민달팽이)

- 척삭동물(네발동물, 반육지생(半陸地生) 구성원: 양서류)

회충, 복식동물, 완보동물, 로티퍼 및 일부 작은 종의 절지동물 및 환형동물은 살기 위해 물막을 필요로 하는 미세한 동물이므로 반육상동물(semi-terrestrial)로 간주된다. Flatworms, 리본 벌레, 벨벳 벌레 및 annelids는 모두 다소 습한 서식지에 의존한다. 나머지 3개의 문, 절지동물, 연체동물 및 척색동물은 모두 건조한 육상 환경에 완전히 적응한 종을 포함하며 수명 주기에 수생 단계가 없다.

### 분류의 문제점 및 단점
동물은 육상 또는 수생 분류로 깔끔하게 분류되지 않고 연속적인 특성으로 나열 되어있다. 예를 들어 펭귄은 대부분의 시간을 물 속에서 보낸다.
동물 종을 "육상" 또는 "수생"으로 분류하는 것은 종종 모호하고 판단의 문제가 된다. 육상 동물로 간주되는 많은 동물은 부분적으로 물에 의존하는 생활주기를 가지고 있다. 펭귄, 물개, 바다코끼리는 육지에서 잠을 자고 바다에서 먹이를 먹지만 모두 육상 동물로 간주된다. 많은 곤충(예시: 모기)와 모든 육지 게, 그리고 다른 계통군은 수생 생활 주기 단계를 가지고 있다. 알을 낳고 물 속에서 부화 한다. 부화 후에는 유충이나 유충과 같은 초기 수생 형태가 있다.
또한 게의 경우 완전히 수생인 게종, 양서류인 게종, 육상에 사는 게종이 있다. 피들러 게는 진흙 투성이의 바닥에 굴을 만들고 밀물 때 물러나기 때문에 "반 지상파"라고 불린다. 썰물 때 피들러 게는 해변에서 먹이를 찾는다. 연체 동물에서도 마찬가지이다. 수백 개의 복족류 속과 종이 Truncatella와 같은 중간 상황에서 살고 있다. 아가미가 있는 일부 복족류는 육지에 살고 폐가 있는 일부 복족류는 물에 산다.
순전히 육상 동물과 순전히 수생 동물뿐만 아니라 많은 경계 종들이 있다. 이 종에 레이블을 지정하는 방법을 결정하는 데 보편적으로 허용되는 기준이 없으므로 일부 할당에 대해 논쟁이 있다.

## 지상화
화석 증거에 따르면 절지동물과 관련이 있을 것으로 보이는 바다 생물이 약 5억 3천만 년 전에 처음으로 육지에 진출하기 시작했다. 그러나 동물이 이 같은 시기에 처음으로 육지에서 안정적으로 살기 시작했다고 믿을 만한 이유는 거의 없다. 더 가능성 있는 가설은 이 초기 절지동물이 육지로 모험을 떠난 동기는 (현대의 말굽 게가 하는 것처럼) 짝짓기를 하거나 포식자의 손이 닿지 않는 곳에서 알을 낳는 것이었다. 시간이 지남에 따라 증거에 따르면 약 3억 7,500만 년 전 얕은 연안/늪지대의 생활에 가장 잘 적응한 경골어류(예: Tiktaalik roseae)는 이전 절지동물보다 양서류로 훨씬 더 생존할 수 있었다. 상대적으로 강하고 근육질의 팔다리(체중을 지탱할 가능성이 있어 극도로 얕은 물에서 전통적인 지느러미에 대한 바람직한 대안이 됨)와 아가미, Tiktaalik 및 이와 유사한 동물과 함께 존재하는 폐 덕분에 데본기 말까지 육지에 강력한 발판을 마련련하였다. 따라서 그들은 모든 현대 네발 동물의 가장 최근 공통 조상일 가능성이 높다.

## 종류

### 육상 복족류(Terrestrial gastropods)
복족류 연체동물은 완전한 육상 서식지에서 다양화한 가장 성공적인 동물 중 하나이다. 그들은 9개 이상의 혈통에서 육상 분류군을 진화시켰다. 그들은 일반적으로 육지 달팽이와 민달팽이라고 한다.
복족류 연체동물의 육상 침입은 네리톱시나, Cyclophoroidea, Littorinoidea, Rissooidea, Ellobioidea, Onchidioidea, Veronicelloidea, Succineoidea 및 Stylommatophora에서 발생했으며, 특히 Neritopsina, Rissooidea 및 Ellobioidea는 각각 한 번 이상 침입했을 가능성이 있다.
대부분의 지상화 사건은 고생대 또는 중생대 동안 발생했다. 복족류는 신생대 동안 진화한 여러 완전한 육상 및 동물 계통으로 인해 그중에서도 독특한 형질을 가진다. rissooidean 가족 Truncatellidae, Assimineidae 및 Pomatiopsidae의 일부 구성원은 신생대 동안 육지에 식민지화 된 것으로 간주된다. 대부분의 truncatellid 및 assimineid 달팽이는 기수에서 원양 지역에 이르기까지 조간대 및 상부 조간대 지역에서 양서류로 산다. 육상 혈통은 그러한 조상으로부터 진화했을 가능성이 있다. rissooidean 복족류 과 Pomatiopsidae는 일본 열도에서만 신생대 후기에 완전히 육상 분류군으로 진화한 몇 안 되는 그룹 중 하나이다. 수중 생물에서 육상 생물로의 이동은 일본 Pomatiopsidae의 두 일본 고유 혈통 내에서 적어도 두 번 발생했으며 중신세 후기에 시작되었다.
복족류 종의 약 1/3이 육상이다. 육상 서식지에서 그들은 온도와 물 가용성의 매일 및 계절적 변화에 영향을 받는다. 다른 서식지를 식민지화하는 데 있어 그들의 성공은 이온 및 열 균형뿐만 아니라 물 가용성에 대한 생리적, 행동적, 형태학적 적응 때문이다. 그들은 지구상의 대부분의 서식지에 적응한다. 달팽이의 껍질은 탄산칼슘으로 구성되어 있지만 산성 토양에서도 다양한 종류의 껍질이 없는 민달팽이를 찾을 수 있다. Xerocrassa seetzeni 및 Sphincterochila boissieri와 같은 육지 달팽이도 사막에 서식하며 열과 건조와 싸워야 한다. 육상 복족류는 주로 초식 동물이며 소수의 그룹만이 육식 동물이다. 육식성 복족류는 일반적으로 다른 복족류 종이나 같은 종의 약한 개체를 먹는다. 일부는 곤충 유충이나 지렁이를 먹는다.

### 육상 절지동물(Terrestrial arthropods)
육상 절지동물은 다양한 혈통에서 유래했다. 자매 Panarthropod 문 Velvet Worms와 Water Bears는 모두 어느 정도 육상화를 했으며 Velvet Worms는 전적으로 지상파이다. 절지동물 중에서 미리아족류, 거미류, 곤충류는 모두 독립적으로 육상 생활에 적응하고 매우 고대에 다양화되었다. 보다 최근에는 Pancrustacea 가설에 따르면 곤충은 갑각류이지만 두 그룹에서 매우 멀리 떨어진 그룹인 Woodlice Sandhoppers와 Terrestrial Crab의 세 그룹의 갑각류도 독립적으로 육상 생활에 적응했다.
또한 요각류 및 양서류(Sandhoppers가 구성원임) 및 Seed Shrimp와 같은 많은 미세한 갑각류 그룹은 건조할 때 휴면하고 일시적인 수역에서 사는 것으로 알려져 있다.

### 반육상동물(Semi-terrestrial animals)
반 육상 동물은 번성하기 위해 매우 습한 환경에 의존하는 거시적 동물이며 진정한 육상 동물과 수생 동물 사이의 전환점으로 간주될 수 있다. 척추동물 중 양서류는 습한 환경에 의존하고 습한 피부를 통해 호흡하는 특성이 있다.
다른 많은 동물 그룹에는 육지 플라나리아, Land Ribbon Worms, 선충류 및 Land Annelids가 이렇게 호흡하는 육상 동물만 있다.
Land Annelids는 주로 Clitellata 그룹에 속하며 특히 번식 방법에서 많은 독특한 육상 적응을 보여준다. 그들은 해양 친척보다 단순한 경향이 있으며 다모류가 가지고 있는 복잡한 부속 장치가 많이 부족하다.
벨벳 웜은 피부를 통한 호흡으로 인한 것이 아니라 기포가 건조로부터 보호하는 데 비효율적이기 때문에 건조되기 쉽다. Clitellates와 같이 그들은 광범위한 육상 적응 및 살아있는 출생을 포함한 해양 친척과의 차이점을 보여준다. 석탄기 동안 Velvet Worms의 해양 친척은 멸종되어 유일한 육상 동물문이 되었다.

### 지질플랑크톤(Geoplankton)
많은 동물은 일시적인 종종 미세한 물과 습기의 몸에서 번성하여 육상 환경에서 산다. 여기에는 건조한 환경에서 몇 년 동안 생존할 수 있는 탄력 있는 알을 낳는 Rotifers와 Gastrotrichs가 포함되며 일부는 스스로 휴면 상태가 될 수 있다. 선충류는 일반적으로 이러한 생활 방식으로 현미경으로 볼 수 있다. 물곰은 수명이 몇 개월에 불과하지만 건조하거나 적대적인 조건에서 정지된 애니메이션에 들어갈 수 있고 수십 년 동안 생존할 수 있는 것으로 유명하다. 이를 통해 성장 및 번식에 물이 필요함에도 불구하고 수상과 육상 환경 모두를 오갈 수 있다. 요각류와 양서류(Sandhoppers가 구성원)와 같은 많은 미세한 갑각류 그룹과 Seed Shrimp는 건조할 때 휴면 상태가 되며 일시적인 수역에서도 사는 것으로 알려져 있다.

## 같이 보기
- 육지
- 육상식물
- 수생생물학
- 수생식물
- 분류학
- 생태계동물